# 欣頓 (愛荷華州)
欣頓（英語：Hinton）是一個位於美國愛荷華州普利茅斯縣的城市。

## 地理
欣頓的座標為42°37′30″N 96°17′39″W / 42.62500°N 96.29417°W，而該地的平均海拔高度為350米（即1148英尺）。

## 人口
根據2010年美國人口普查的數據，欣頓的面積為1.79平方千米，當中陸地面積為1.79平方千米，而水域面積為0.00平方千米。當地共有人口928人，而人口密度為每平方千米518人。